# オレンブルク州

オレンブルク州
ロシア語: Оренбургская область

オレンブルク州（オレンブルクしゅう、Оренбургская область）はロシア連邦の沿ヴォルガ連邦管区に属する州（オーブラスチ）。州都はオレンブルク。

## 歴史
1934年12月7日に成立し、1938年から1957年まではチカロフスク州（Чкаловская область）と呼ばれていた。

## 地理
ウラル山脈南麓に広がる。主要な河川はウラル川と、ヴォルガ川支流のサマーラ川など。北西部をカマ川、ベラヤ川が流れる。南部はカザフスタン共和国と接する。北にバシコルトスタン共和国、タタールスタン共和国、西にサマラ州、東にチェリャビンスク州と隣り合う。

## 住民

### 民族
北と南の両隣は非ロシア人の多い地域であるが、オレンブルク州の住民の大部分はロシア人で72%を占める。ほかに、タタール人（7%）、カザフ人（5%）。ウクライナ人、モルドヴィン人、バシキール人、ヴォルガ・ドイツ人などが少数住む。ドイツ人はカザフスタンとの国境沿いの地域に分布している。

### 言語
公用語のロシア語の他、テュルク諸語のタタール語・カザフ語・バシキール語・チュヴァシ語、またウラル語族フィン・ウゴル語派のモルドヴィン諸語・ペルム諸語など。

### 宗教
ロシア正教、ムスリム、ロドノヴェリエ。

## 産業
原油や天然ガスの採掘、石油精製などが盛ん。

## 都市
州都オレンブルクのほかに、主な都市はオルスク、ノヴォトロイツク、ブスルクなど。

## 教育
- オレンブルク国立大学

## 標準時
この地域は、エカテリンブルク時間帯の標準時を使用している。時差はUTC+5時間で、夏時間はない。（2011年3月までは標準時がUTC+5で夏時間がUTC+6、同年3月から2014年10月までは通年UTC+6であった）

## 日本との関係
第二次世界大戦後、州内に第314収容地区（グラーグ）が設置され、シベリア抑留を受けた日本人捕虜が移送されてきた歴史がある。